# Джелас
Джела́c (фр. Cime du Gélas) — горная вершина на границе Франции (департамент Приморские Альпы) и Италии (провинция Кунео), наивысшая точка массива Меркантур в Приморских Альпах. Высота — 3143 м.